# Eisenbahn (Brauerei)

Logo der Eisenbahn-Brauerei

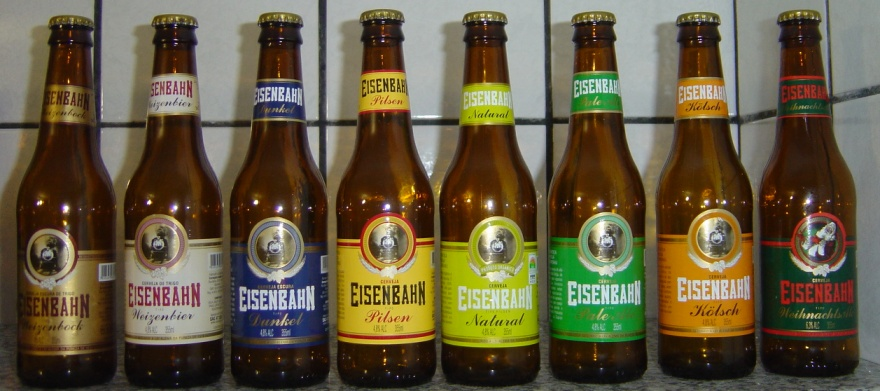
Bierflaschen (355 ml) der Eisenbahn-Brauerei

Außenwerbung an einer Bar in Curitiba

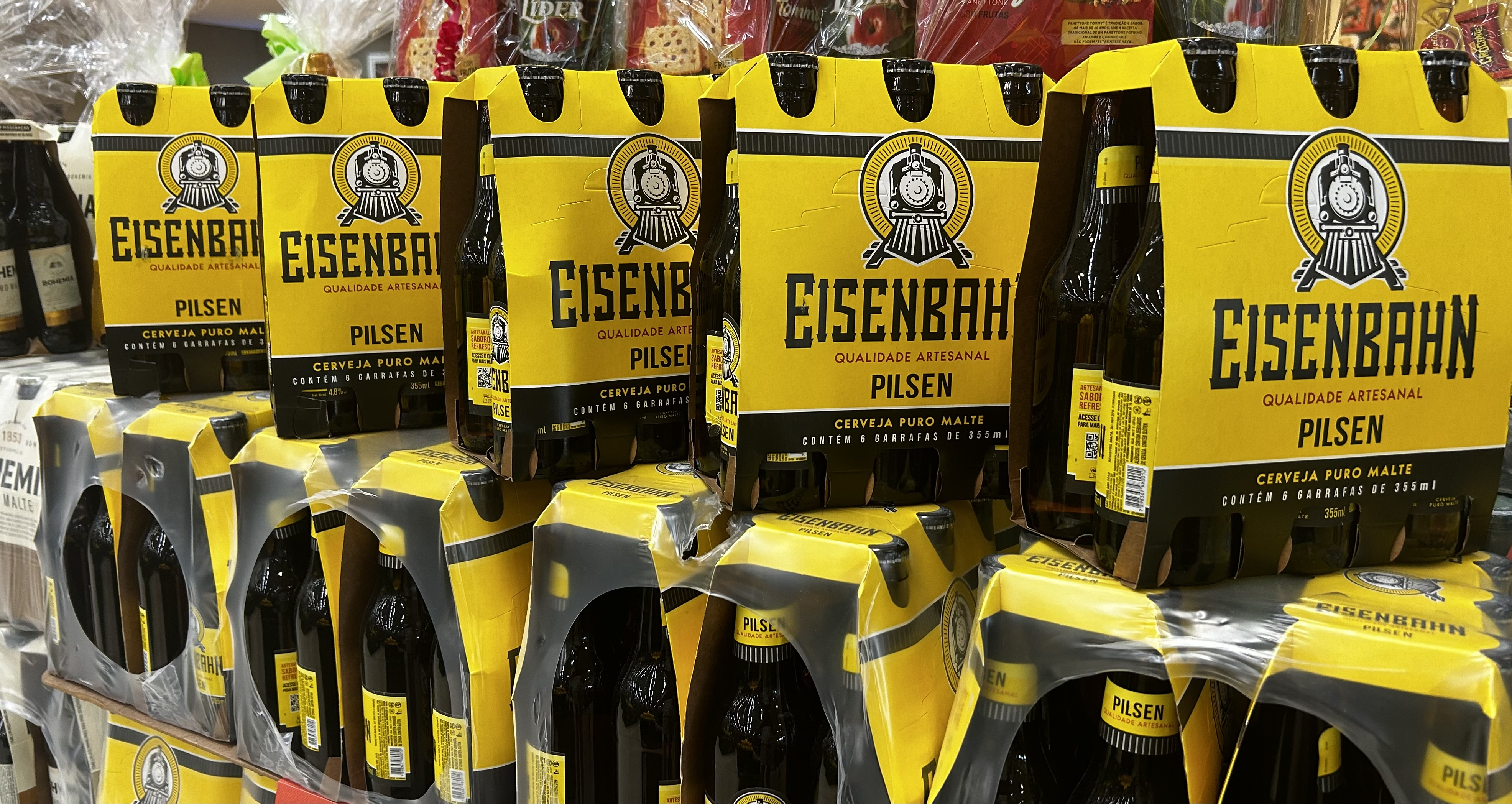
Eisenbahn-Bier in einem Laden in Brasilien

Die Eisenbahn ist eine Brauerei in der Stadt Blumenau im Bundesstaat Santa Catarina in Brasilien. 
Die Brauerei produziert Bier und „Chopp“ (brasilianische Bezeichnung für Fassbier) nach dem Deutschen Reinheitsgebot mit einer Vielfalt von Aromen und Gärungsmethoden. Der Name lehnt sich an eine alte Eisenbahnstation an, welche in der Nähe des Gebäudes stand, in dem nun die Firma produziert. Unter anderem wird in die Vereinigten Staaten exportiert.
Das Bier wird in Brasilien durch Brasil Kirin vertrieben, die die Brauerei aufkaufte und in Brasilien neben Erfrischungsgetränken auch mehrere Biere herstellt. 2017 wurde Brasil Kirin und damit die Brauerei Eisenbahn von Heineken übernommen.
Obgleich es sich um eine recht kleine Brauerei handelt, gewann sie in den letzten Jahren die meisten Preise aller brasilianischen Bierproduzenten, unter anderem die Goldmedaille beim European Beer Star 2009 in Deutschland in der Kategorie 'Schwarzbier'. Die Sorte 'Eisenbahn Pale Ale' errang einen Sieg bei den 2011 in England durchgeführten World Beer Awards.

## Produzierte Bier-Sorten
| Name                         | Type              | Alkoholgehalt | Gärungsverfahren | Zusatz                                                      |
| ---------------------------- | ----------------- | ------------- | ---------------- | ----------------------------------------------------------- |
| Pils                         | Lagerbier, klar   | 4,8 %         | untergärig       | -                                                           |
| Pilsen Natürlich (Organisch) | Lagerbier, klar   | 4,8 %         | untergärig       | Hergestellt aus biologisch angebauten Zutaten.              |
| Dunkelbier                   | Lagerbier, dunkel | 4,8 %         | untergärig       | -                                                           |
| Helles                       | Bier, klar        | 4,8 %         | obergärig        | -                                                           |
| Weizenbier                   | Bier, klar        | 4,8 %         | obergärig        | Hergestellt aus Weizen, naturtrüb.                          |
| Weizenbock                   | Bier, dunkel      | 8,0 %         | obergärig        | Hergestellt aus Weizen, naturtrüb.                          |
| Weihnachts-Bier              | Bier, klar        | 6,3 %         | obergärig        | Spezielles Bier zu Weihnachten.                             |
| Rauchbier                    | Geräuchert        | 6,5 %         | obergärig        | Geräuchertes Bier, hergestellt mit Spezialmalz aus Bamberg. |
| Kölsch                       | Bier, klar        | 4,8 %         | obergärig        | Hergestellt aus Gerste und Weizenmalz.                      |